# میو تاکه‌اوچی
میو تاکه‌اوچی (انگلیسی: Miyu Takeuchi؛ زادهٔ ۱۲ ژانویهٔ ۱۹۹۶) خواننده، بازیگر و یوتیوبر اهل ژاپن است. او یکی از اعضای پیشین گروه ای‌کی‌بی ۴۸ است.